# عملية فرانك-كارو

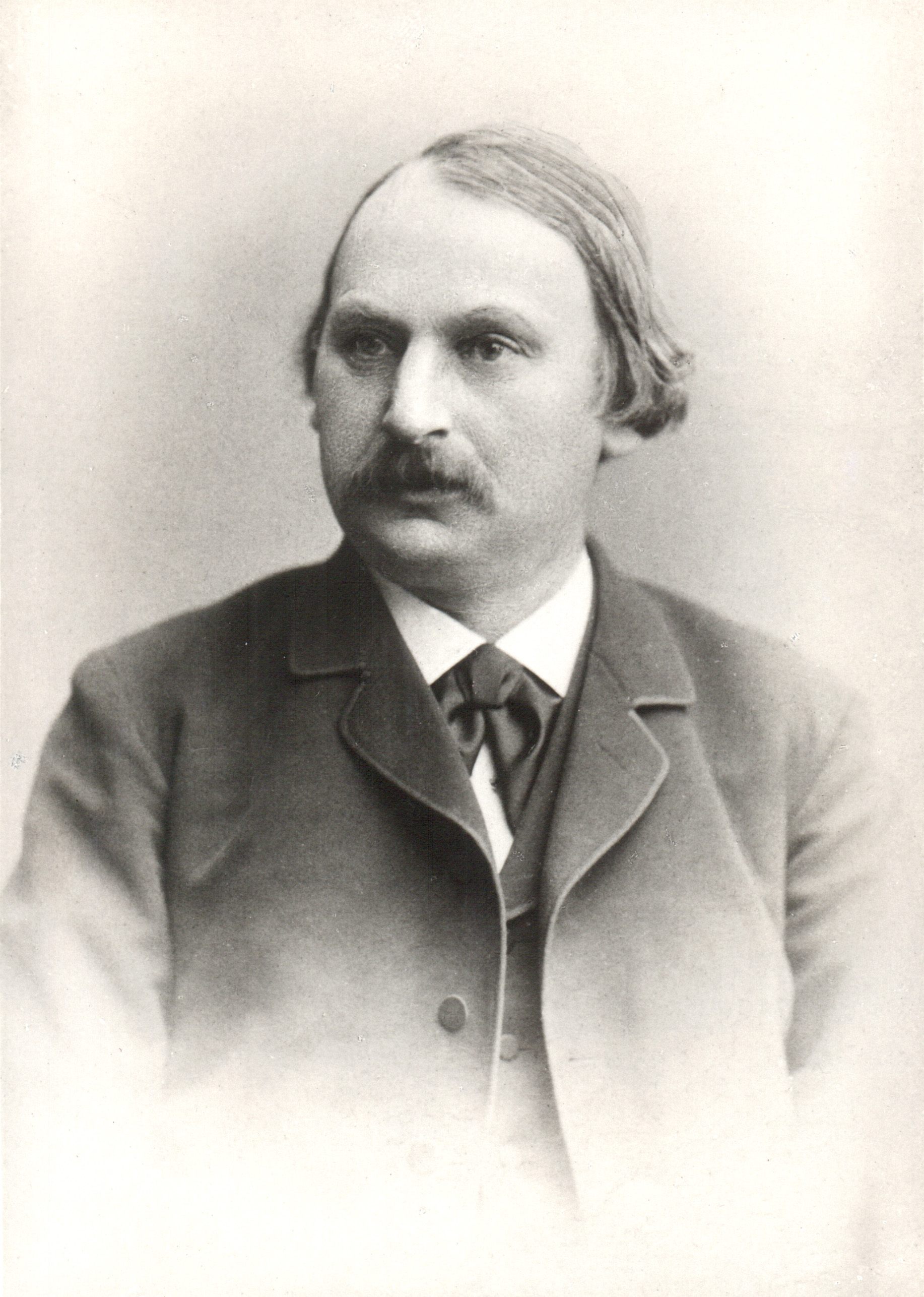
أدولف فرانك

عملية فرانك-كارو (Frank–Caro process)، والتي تعرف أيضاً باسم عملية سياناميد، هي عملية تتضمن تثبيت النتروجين من خلال تفاعل كربيد الكالسيوم مع غاز النتروجين وذلك في مفاعل عند درجات حرارة مرتفعة تتجاوز 1000 °س.

## وصف العملية
إن تفاعل كربيد الكالسيوم مع غاز النتروجين هو تفاعل ناشر للحرارة، وهو يضمن استمراره من الحرارة الناتجة عن المتفاعلات. كان التفاعل يحضر في السابق في أسطوانات كبيرة من الفولاذ، وكانت الحرارة تزود من خلال مصدر حراري كهربائي، أما حالياً فإن العملية تتم في أفران دوّارة.
يعطي التفاعل مزيجاً صلباً من سياناميد الكالسيوم CaCN2 والكربون حسب المعادلة:
{\displaystyle \mathrm {CaC_{2}+N_{2}\longrightarrow \ Ca(CN)_{2}\longrightarrow \ Ca^{2+}\ ^{-}N=C=N^{-}\ +C} }

## التاريخ
طوّرت العملية من قبل الكيميائين الألمانيين أدولف فرانك Adolph Frank ونيكوديم كارو Nikodem Caro بين عامي 1895 و 1899.
كانت عملية فرانك-كارو أول عملية كيميائية استخدمت على الصعيد التجاري من أجل تثبيت النتروجين. كان الناتج يستخدم في مجال صناعة الأسمدة، وكان يعرف باسم كلس النتروجين، وذلك من الألمانية Kalkstickstoff.
صممت العديد من المصانع وأنشأت استناداً على هذه العملية الكيميائية، وازدهرت هذه الصناعة بشكل كبير في العقدين الأولين في القرن العشرين، إلى أن طورت عملية هابر-بوش في بداية العشرينات من ذلك القرن، والتي كانت أكثر كفاءة في الإنتاج وتوفير الطاقة.

## اقرأ أيضاً
- عملية هابر-بوش